# Jefe
Jefe és una pel·lícula de comèdia hispano-portuguesa dirigida per Sergio Barrejón i escrita per Natxo López i Marta Piedade.

## Argumentt
César (Luis Callejo), un home de negocis groller i egocèntric, sembla que està a la vora de perdre-ho tot fins que una conserge nocturna al seu despatx l'ajuda a trobar una sensibilitat molt necessària.

## Repartiment
- Luis Callejo - César
- Juana Acosta - Ariana
- Carlo D'Ursi - Gómez
- Josean Bengoetxea - Javier
- Bárbara Santa-Cruz - Teresa
- Maika Barroso - Jimena
- Adam Jezierski - Charly
- Sergio Quintana - Garrido
- Teo Planell - Diego
- Ángel Cobas - Guàrdia de seguretat

## Estrena
Fou estrenada el 26 d'octubre de 2018 a la plataforma en streaming Netflix. Els seus guionistes Natxo López i Marta Sofía Martins foren nominats al Goya al millor guió adaptat i a la Medalla del Cercle d'Escriptors Cinematogràfics al millor guió adaptat.